# Värmlandsbro
Värmlandsbro ist eine Ortschaft in der Gemeinde Säffle der schwedischen Provinz Värmlands län und der historischen Provinz (landskap) Värmland.
Värmlandsbro besitzt einen Bahnhof (Värmlands Bro) an der Vänerbana.
Seit 2015 wird der vormalige Tätort vom Statistiska centralbyrån in zwei eigenständige Orte getrennt ausgewiesen: Das Gebiet vom alten Ortskern bis zum Bahnhof besitzt nun mit unter 200 Einwohnern nur noch den Status eines Småort, während das gut einen Kilometer nördlich gelegene, kompakter besiedelte Wohngebiet Brotorp weiterhin Tätort (als „Värmlandsbro“) ist.